# Joanne Russell
Pour les articles homonymes, voir Russell.
Ne pas confondre avec Jennifer Russell, également joueuse de tennis.
Joanne Russell (née le 30 octobre 1954), est une joueuse de tennis américaine, professionnelle dans les années 1970 et 1980. Elle est aussi connue sous son nom de femme mariée, Joanne Russell-Longdon.
Elle s'est essentiellement illustrée dans les épreuves de double, s'imposant notamment à Wimbledon en 1977 aux côtés d'Helen Gourlay Cawley (face à la paire Navrátilová-Stöve).